# 砂上の法廷
『砂上の法廷』（さじょうのほうてい、原題:The Whole Truth）は2016年にアメリカ合衆国で公開されたスリラー映画である。監督はコートニー・ハント、主演はキアヌ・リーブスが務めた。

## ストーリー
ルイジアナ州ニューオーリンズ。弁護士のリチャード・ラムゼイは、殺人の嫌疑がかかったマイク・ラシターの弁護を担当することになる。彼が殺したとされているのは、リチャードも親しかった彼の父ブーンだった。家庭の事情にも詳しいリチャードは無実を証明しようと意気込むが、当のマイクが口を閉ざし続けるために旗色は非常に悪い。
公判が始まり、最初に証言台に立ったのは、ブーンが日常的に利用していたチャーター便の客室乗務員アンジェラ・モーリーだった。彼女は大学を見学するマイクとブーンのフライトにも搭乗しており、その時の様子を「険悪な雰囲気で、マイクが不機嫌になっていた」と証言する。リチャードは「ブーンが同乗させた女性の名前を乗客名簿から削除したか？」と問うが否定され、次に現れたブーンの運転手への「女性が同乗したことはあるか？」という質問は無関係として却下された。
休憩時間に入り、リチャードは助手として雇った弁護士のジャネル・ブレイディと合流する。彼女は新米同然な上に1年の休職を経たばかりだったが、嘘を見抜くことを得意とし、アンジェラが名簿の改ざんを行ったことや、運転手の証言から女性の同乗があったことを看破する。
公判が再開されると、通報によって犯行現場に駆けつけた女性警官の証言が始まった。ラシター家に到着すると、マイクの母ロレッタにブーンの死体がある寝室へ案内され、ブーンの傍らに座り込むマイクが「僕がもっと早くこうすべきだった」と呟いたという。この日の公判はこれで終了となる。
翌朝の公判で、ラシター家と家族ぐるみの付き合いをしていた隣人ウェスティンは「マイクが幼い頃は良好な親子関係だったが、成長するにつれ疎遠になった。ブーンは日常的に傲慢な振る舞いをしており、事件の前にはロレッタやマイクにも辛く当たっている」と語る。続けて証言したのは事件の捜査責任者で、凶器のナイフについた手形の大きさや刑事としての勘から犯人がマイクだと断定したという。次に現れた鑑識の男は証拠が発見された場所を独断で改ざんしていたが、当然そのことは語らない。ウェスティンの息子も証言台に立ち、ロレッタに想いを寄せる彼は「両親の抱える問題にマイクは悩んでいたのではないか」「ロレッタは日に日に弱っていた」と語る。公判を終えて宿に戻ったジャネルは、証人たちが大小問わず嘘を吐いていることや、展開が一方的になっていることを不満に感じていた。
翌日、証言台に立ったロレッタは「ブーンの死体を発見した後でマイクが寝室に入ってきて、「僕がやった」と言った」と涙ながらに語った。リチャードはロレッタがブーンから虐待されていたことや、マイクもそれを知っていたことを明らかにする。その日の公判はこれで終わりとなるが、房に戻ったマイクは自分も証言台に立つと筆談で主張してきた。リチャードは「準備不足のマイクに証言はさせられない」と告げるが、彼はリチャードを解任してでも証言を行う覚悟であり、やめさせることはできなかった。
次の公判でマイクは事件後初めて口を開き、ロレッタがブーンから言葉と肉体の両方の暴力を受けていると知っていたことや、ブーンが自分に性的虐待を行っていたことを告白し、彼から逃れるために自分が父を殺したのだと証言する。先日乗ったチャーター便でもレイプされたというマイクの証言を受けて、検察はアンジェラに対して再び証人喚問を行うことを決める。別日に召喚されたアンジェラは「常に客室に気を配っている」と語り、マイクへのレイプは行われていないと証言した。しかし、マイクのアドバイスを受けたジャネルの巧みな質問によって、アンジェラがコックピットで話し込んでいたことが明らかになり、客室で何も起きていなかったとは断定できなくなる。
流れはマイクが無罪になる方向に傾いてきたが、ジャネルはマイクがロレッタを庇っているのではないかと考え、裁判所の外でロレッタに詰め寄ってしまう。解雇されそうになりながらも「真実を明らかにするべきだ」というジャネルに対して、リチャードが「大事なのは無罪を勝ち取ることだ」と説得すると、ジャネルは不服に感じながらも、依頼人の利益を考えて最後まで公判に参加する。最終弁論を終えてマイクに下された判決は、陪審員の全員一致による無罪だった。
関係者が喜びに湧く中、リチャードを控え室に呼び出したマイクは、事件当日の寝室にリチャードの時計が落ちていたことを問い詰める。ナイフの手形はロレッタを庇うためにマイクが後からつけたもので、ブーンからレイプされていたというのも嘘だったのだ。リチャードは「ボロボロのロレッタを救うためだった」と犯行を暗に認め、マイクを説得して退室させる。
しかし事件の真相は、ロレッタとの不倫に気付かれたリチャードが、ブーンからの報復を恐れて彼を刺殺したというものだった。ロレッタも命の危険を感じて犯行に協力しており、虐待を受けた証拠である打撲の跡も彼女の自作自演だったのだ。人々が去った裁判所の傍聴席に佇むリチャードの姿を映して、物語は終わる。

## キャスト
※括弧内は日本語吹き替え
リチャード・ラムゼイ
演 - キアヌ・リーブス（森川智之）
弁護士。父親殺しの嫌疑がかけられたマイクの弁護を担当し、無罪を勝ち取るためにあらゆる手を尽くす。
ロレッタ・ラシター
演 - レネー・ゼルウィガー（安奈ゆかり）
マイクの母。寝室で死亡している夫のブーンを発見した。
ジャネル・ブレイディ
演 - ググ・ンバータ＝ロー（岸本百恵）
弁護士。父親も弁護士であり、彼の代わりとしてリチャードに雇われる。経験は浅いが嘘を見抜く能力に長ける。
マイク・ラシター
演 - ガブリエル・バッソ（上住谷崇）
被告人。16歳。本名はマイケルで、法律家を目指していた。父親であるブーンを殺したとされている。
ブーン・ラシター
演 - ジム・ベルーシ（宮崎敦吉）
マイクの父。弁護士で、リチャードが新米の頃に面倒を見て以来の長年の友人。胸にナイフを刺された状態で発見される。
ルブラン
演 - ジム・クロック (井川秀栄)
アーサー・ウェスティン
演 - ショーン・ブリジャース (宮本誉之)
ジャック・レグランド
演 - クリストファー・ベリー
裁判所の職員
演 - デイナ・グーリエ
- その他の日本語吹き替え‐上別府仁資/石井未紗/今村一誌洋/中山恵梨香/佐久間元輝

## 製作・マーケティング
2014年1月29日、ダニエル・クレイグが本作に出演することになったと報じられた。4月8日、撮影を目前に控えていたにも拘わらず、クレイグが突如降板することになったとの報道があった。6月13日、クレイグの代役としてキアヌ・リーブスが起用された。7月10日、ジム・ベルーシとレネー・ゼルウィガーがキャスト入りした。8月12日、ジム・クロックの出演が決まったとの報道があった。2016年9月20日、本作のオフィシャル・トレイラーが公開された。

## 評価
本作に対する批評家の評価は芳しいものではない。映画批評集積サイトのRotten Tomatoesには27件のレビューがあり、批評家支持率は33%、平均点は10点満点で4.7点となっている。サイト側による批評家の見解の要約は「不幸なことに、『砂上の法廷』は出来の悪い作品である。同作が提示する要素の全てにおいて、それらをより見事に表現した作品が存在するのである。」となっている。また、Metacriticには15件のレビューがあり、加重平均値は46/100となっている。